# Kaweole
Kaweole (z łac. caveolae – małe jaskinie) – w biologii komórki, to niewielkie (50-100 nanometrów) wklęśnięcia błony komórkowej różnego typu komórek, a szczególnie w komórkach endotelium i adipocytach. Niektóre komórki, jak na przykład neurony w ogóle nie posiadają tych struktur. Zaobserwowane po raz pierwszy w 1953 roku, jakkolwiek bez definiowania ich kształtu. Dwa lata wcześniej również obserwowano podobne struktury i zaproponowano ich udział w transporcie pęcherzykowym.
Wklęśnięcia te, o butelkowatym kształcie, są wzbogacone (w porównaniu do średniego składu błony) w pewne białka i lipidy – jak cholesterol i glikolipidy. Kaweole pełnią kilka funkcji, między innymi biorą udział w przekazywaniu sygnałów komórkowych. Ich udział potwierdzono także w endocytozie (transport pęcherzykowy do wnętrza komórki), także podczas inwazji patogenów, jak bakterie czy wirusy i pewne znaczenie w innych schorzeniach.
Kaweole są jednym z miejsc endocytozy niezależnej od klatryny.
Kształt kaweoli, jak i ich formowanie są związane z obecnością specyficznego dla nich białka – kaweoliny. Jest to białko błonowe, którego zarówno N'- jak i C'-koniec znajdują się po stronie cytoplazmatycznej, a w błonie zakotwiczone jest motywem alfa-helikalnym. Obecność tego białka wpływa na lokalną zmianę właściwości i morfologii błony, co pociąga za sobą formowanie się caveoli.
Ponieważ kaweole mają specyficzny skład lipidowy, odmienny od statystycznie średniego składu błony, uważa się je za jeden z rodzajów raftów lipidowych.
Występują m.in. w komórkach mięśni gładkich gdzie uważane są za prymitywny system kanalików T.